# Bonaventura di Sardegna
Antonio Angelo Pirella Quessa, detto Bonaventura di Sardegna (Nuoro, ca. 1608 – Mbanza Kongo, 14 maggio 1649), è stato un missionario e linguista italiano considerato uno dei padri fondatori dello studio della lingua kikongo.

## Biografia
Nacque a Nuoro intorno al 1608, da don Pietro Paolo Pirella Satta, cofondatore della chiesa di Nostra Signora di Monte Nero sull’Ortobene, e da Angela Quessa. Era uno dei sei figli della coppia, insieme a Giovanni Francesco, Bartolomeo, Grazia, Mariangela e Stefania.
Compì i primi studi nella sua città natale e successivamente a Cagliari, probabilmente sotto l'ala protettrice di suo zio Melchiorre Pirella, canonico della cattedrale. Nell’ottobre del 1627 si iscrisse all’università di Salamanca, dove intraprese gli studi in diritto civile e canonico. Dopo aver sostenuto alcuni esami, nell’ottobre del 1629 entrò nel noviziato del convento cappuccino de El Calvario, dove l’anno seguente prese i voti. Venne ordinato presbitero a Madrid nel 1637 e, dopo aver insegnato teologia e filosofia, fu nominato guardiano del convento di Valladolid e Definitore Provinciale nel 1644.
Quello stesso anno chiese di partecipare alla missione cappuccina nel Regno del Congo, preferendo un’attività missionaria rischiosa a una tranquilla carriera ecclesiastica. Arrivò al porto di Mpinda, nella contea di Soyo (oggi in Angola), il 25 giugno 1645 con altri undici missionari, i primi cappuccini a raggiungere il suolo congolese.
Imparò rapidamente la lingua locale, divenendo uno dei pochi missionari a non aver bisogno di interpreti. La sua abilità linguistica e oratoria lo resero una figura di rilievo presso la corte del re Garcia II, che lo incaricò di numerose missioni diplomatiche, in particolare con la Compagnia olandese delle Indie occidentali. Fu il primo direttore delle scuole di Mbanza Kongo, capitale del regno, dove si contavano fino a 600 allievi.
A lui si deve, grazie all’aiuto del nobile congo-lusitano don Manuel de Roboredo e di altri collaboratori, come Giuseppe da Pernambuco e Francesco de Veas, la redazione del primo vocabolario e della prima grammatica della lingua kikongo composti nel 1648, di cui è considerato il padre fondatore. 
Morì durante una missione diplomatica affrontata a piedi nella stagione delle piogge. Ai suoi solenni funerali, celebrati da don Manuel de Roboredo, parteciparono il re, la corte e tutta la popolazione di Mbanza Kongo.

## Riscoperta
Fra Bonaventura di Sardegna è stato a lungo dimenticato. La sua riscoperta si deve, tra gli altri, a Ottorino Pietro Alberti, arcivescovo di Spoleto e Cagliari, che nel 1968 gli dedicò un articolo sulla rivista Frontiera. Decenni più tardi, lo studioso Salvatore Pinna ha intrapreso un approfondito lavoro di ricerca nei principali archivi spagnoli, italiani e vaticani, contribuendo in modo significativo alla ricostruzione della sua figura storica.